# Darcy Callahan
Darcy Callahan-Braxton, es un personaje ficticio de la serie de televisión australiana Home and Away, interpretada por la actriz Alea O'Shea desde el 25 de julio de 2011, hasta el 29 de julio de 2014 y nuevamente del 1 de diciembre del 2016 hasta el 2 de febrero del 2017.

## Biografía
En el 2011 Darcy llega a la bahía junto a su madre Tegan Callahan, inmediatamente después de llegar Tegan le hace creer tanto a Darcy como a su exnovio Darryl "Brax" Braxton que Darcy era su hija, sin embargo poco después Casey descubre que Darcy es en realidad la hija de Heath Braxton. Más tarde su madre Tegan muere luego de sufrir un accidente durante una tormenta. Aunque al inicio Darcy no entiende porque no puede vivir con su padre luego acepta que también debe de compartir tiempo con la familia de su madre. 
En octubre del 2012 Darcy regresa a la bahía para asistir al funeral de su medio hermano Rocco Scott-Braxton quien muere debido al síndrome de muerte súbita infantil, lo que deja destrozados a Heath y a Bianca Scott.
Poco después Darcy intenta hacer que Bianca se sienta parte de la familia pero Bianca explota y le dice a Darcy que nunca serán una familia, lo que deja triste a Darcy, poco después Bianca va a visitarla y le pide disculpas por haber dicho lo que dijo y Darcy las acepta.
Cuando Darcy se escapa de casa de su abuela Connie, Heath se preocupa y decide buscarla poco después la encuentran pero cuando Darcy no quiere decir que le pasa Heath le pide ayuda a Natalie Davison quien después de platicar con ella descubre que a Darcy le preocupa que su abuela muera como lo hicieron su madre y su hermano, por lo que Heath decide hablar con Darcy acerca del tema. Ese mismo día Heath le dice a Darcy que pedirá la custodia para que ella viva con él lo que emociona a Darcy, sin embargo debido a su historial criminal Heath no recibe la custodia de Darcy y le quitan sus visitas lo que los deja destrozados.
Más tarde cuando Connie Callahan la abuela de Darcy va a buscarla a la escuela una maestra le dice que un hombre se la llevó, Connie molesta va a buscar a Brax y le dice que Heath se llevó a Darcy sin su consentimiento, aunque Brax le dice que no sabe nada, Connie le dice que le diga a su hermano que espera que disfrute la tarde con su hija porque sería la última vez que la vería, sin embargo cuando Brax encuentra a Heath este le dice que no tiene a Darcy y unos minutos después descubren que Adam Sharpe había secuestrado a Darcy, más tarde Darcy regresa a su casa sana y salva, cuando Heath le pregunta donde estuvo Darcy le dijo que estuvo con Adam y su novia quienes la cuidaron, finalmente Connie cambia de parecer y decide compartir la custodia de Darcy con Heath.
En el 2013 cuando Sally Fletcher y su hija Pippa Saunders regresan a la bahía rápidamente Darcy se hace amiga de ambas. Cuando su padre finalmente se casa con Bianca, Darcy queda encantada, poco después de la ceremonia Cheryl lleva a Darcy a su casa. 
En el 2014 Darcy regresa a la bahía cuando comienza a estudiar en la escuela local y pronto se siente atraída por Jett James, sin embargo las cosas comienzan a salirse de control cuando Darcy comienza a acosar a una estudiante, cuando Bianca y Heath se enteran de lo sucedido hablan con ella.
Cuando Darcy se entera de que su padre se había acostado con Jess Lockwood antes de casarse con Bianca y que ahora tenía un nuevo medio hermano: Harley Braxton, decide secuestrarlo y huye con él, sin embargo cuando Darcy se da cuenta de que Harley está enfermo decide llamar a casa para que los encuentren, finalmente Brax, Heath y Bianca lo encuentran y regresan los llevan a casa.
Darcy regresa a la bahía el 1 de diciembre del 2016 para visitar a Heath, quien había sufrido un accidente automovilístico. El 2 de febrero del 2017 Darcy regresó a Sídney con su familia.